# Krîvenkove, Hluhiv
Krîvenkove (în ucraineană Кривенкове) este un sat în comuna Ivașcenkove din raionul Hluhiv, regiunea Sumî, Ucraina.

## Demografie
Componența lingvistică a localității Krîvenkove
     Ucraineană (97,22%)
     Rusă (2,78%)
Conform recensământului din 2001, majoritatea populației localității Krîvenkove era vorbitoare de ucraineană (97,22%), existând în minoritate și vorbitori de rusă (2,78%).